# Lubekogel
Der Lubekogel (slowenisch Lubejev vrh) ist ein 570 m ü. A. hoher Berg der Windischen Bühel in der Steiermark.

## Lage und Landschaft
Der Berg liegt im Kern des österreichischen Teils der Windischen Bühel in der Südweststeiermark, die teils zu den Lavanttaler Alpen, teils schon zum Alpenvorland gerechnet werden.
Der Berg bildet die Grenze von Steinbach (Kamenik, Gemeinde Gamlitz), Glanz (Klanc) und Fötschach (beide Leutschach an der Weinstraße), der Gipfel liegt im Gamlitzer Gebiet. Nordwärts fließt der Steinbach zur Mur, südostwärts der Glanzbach, der zur Drau entwässert, südwestwärts ein Gerinne zum Pößnitzbach, der zur Sulm geht.
Unweit nordwestlich liegt im Kamm der 576 m hohe Wurzenberg, nordöstlich der Urlkogel mit 524 m, südwärts geht der Kamm zum Schmirnberg (634 m).

## Geologie
Der Berg bildet sich aus Urler Schotter im Norden, und Kreuzbergschotter im Süden, limnisch-fluviatile Sedimente im Randbereich des Meeres Paratethys, die aus der Wende Karpatium und Badenium (Wende Burdigalium zum Langhium des Miozän, vor um 16 Mio. Jahren) stammen. Die Gipfelflur ist eine Decke Spielfelder Sande, das sind Küstensande dieser Zeit.

## Geschichte
Eigentlich bildete der Lubekogel die deutsch-slowenische Sprachgrenze in der Untersteiermark und sollte laut Vertrag von St. Germain die Staatsgrenze bilden. Glanz (Klanjci), überwiegend slowenischsprachig, kam aber nicht zum SHS-Staat, sondern zu Österreich, womit die Staatsgrenze heute 2 km östlicher verläuft.
Die Häuser am Rücken, eine Rotte (Stindl bis Oberzozel), wurden früher als Ortslage Lubekogel von Gamlitz geführt, dieser Name ist unüblich geworden und wird nicht mehr amtlich verzeichnet, die Häuser haben die Adressen Steinbach.

## Erschließung und Natur

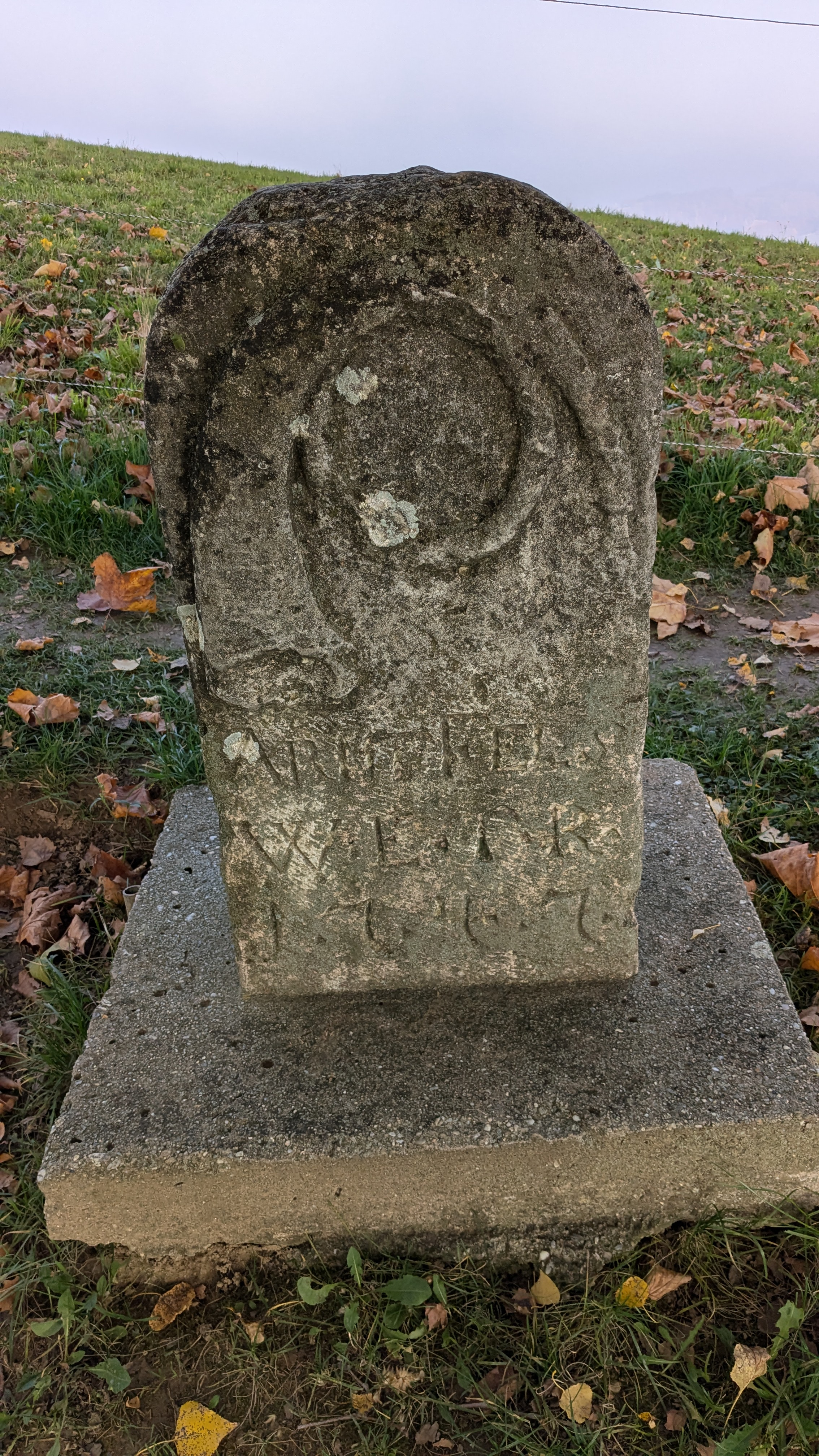
Poststein am Lubekogel

Der Berg ist eine Weinlage und liegt im Naturpark Südsteirisches Weinland (Landschaftsschutzgebiet Südweststeirisches Weinland).
Auf dem höchsten Punkt befindet sich ein Hochwasserbehälter mit einer kleinen Aussichtsplattform.
Der Merian lobt den Berg: „Ein Ort, den Besucher nie wieder vergessen: Panoramasicht am Lubekogel.“ Die Höhenstraße Gamlitz – Leutschach, mit der Abzweigung zum Karnerberg, passiert südlich des Gipfels, den man über eine kleine Schotterstraße erreicht. Hier werden der Südalpenweg (03) und der Steirische Landesrundwanderweg geführt.
Am Gipfel steht ein Poststein von 1747. Dieser Stein stand ursprünglich an der Poststraße Ehrenhausen – Arnfels an der Abzweigung von der Posthauptstraße Wien – Triest (W.E.T.R.) und war auch Burgfriedstein des Marktes Ehrenhausen. Er wurde 1955 hierher übersiedelt.